# Plesiochronní digitální hierarchie
Plesiochronní digitální hierarchie (PDH, anglicky Plesiochronous Digital Hierarchy) je označení starší technologie používané v telekomunikačních sítích pro vytváření vysokorychlostních digitálních linek pomocí multiplexování několika datových proudů z linek s nižší rychlostí. Slovo plesiochronní je odvozeno z řeckého plēsios znamenající téměř a chronos znamenající čas; odkazuje se na fakt, že jednotlivé PDH linky běží téměř, ale ne dokonale synchronizovaně.
V současnosti se PDH používá jako rozhraní pro nižší rychlosti (E1, E3); pro vyšší rychlosti se používá technologie SDH (Synchronní Digitální Hierarchie) nebo SONET (Synchronní optická síť).
Jednotlivé stupně PDH využívají pro přenos signálu kroucené páry v metalických kabelech, koaxiální kabely, mikrovlnné spoje nebo optické kabely.

## Rychlosti
Následující tabulka shrnuje rychlost jednotlivých linek v Mbit/s:
| Úroveň | hlas. kanálů | USA     | Evropa  | Japonsko |
| ------ | ------------ | ------- | ------- | -------- |
| DS-0   | 1            | 0,064   | 0,064   | 0,064    |
| DS-1   | 24           | 1,544   |         | 1,544    |
| E1     | 30           |         | 2,048   |          |
|        | 48           | 3,152   |         | 3,152    |
| DS-2   | 96           | 6,312   |         | 6,312    |
| E2     | 120          |         | 8,448   |          |
| E3     | 480          |         | 34,448  | 32,064   |
| DS-3   | 672          | 44,736  |         |          |
|        | 1344         | 91,053  |         |          |
|        | 1440         |         |         | 97,728   |
| E4     | 1920         |         | 139,264 |          |
| DS-4   | 4032         | 274,176 |         |          |
|        | 5760         |         |         | 397,200  |
| E5     | 7680         |         | 565,148 |          |

## Implementace
PDH používá techniku multiplexování pro vytvoření linek vyšších řádů. Multiplexer na vysílací straně bere postupně 1 bit z prvního proudu, 1 bit z druhého, atd.; navíc přidává dodatečné bity pro synchronizaci a výplňkové bity. V evropském systému je vyšší řád vždy tvořen čtyřmi proudy nižšího řádu; v americkém a japonském jsou mezi jednotlivými úrovněmi používány různé násobky.
Rychlost přenosu je řízena hodinami v zařízení, které odesílá data. Při rychlosti 2.048 Mbit/s může rychlost kolísat v rozmezí ±50 ppm. To znamená, že různé linky mohou běžet poněkud odlišnými rychlostmi. Nominální rychlost linky vyššího řádu proto musí být tak vysoká, aby i při maximální povolené záporné odchylce rychlosti byla schopna přenést data ze všech proudů, i když tyto běží s maximální povolenou kladnou odchylkou rychlosti. Pokud dílčí proud běží nižší rychlostí, může se stát, že v okamžiku, kdy multiplexer potřebuje vložit další bit, tento bit ještě ze vstupního proudu nepřišel. V tomto případě multiplexor signalizuje přijímači, že příslušný bit chybí. To umožňuje, aby přijímající multiplexor správně zrekonstruoval původní data z každého ze vstupních proudů.
V případě multiplexování E1 (2048 kbit/s) do E2 se do výsledného proudu vkládají pro synchronizaci a signalizaci výplňkových bitů čtyři proudy o rychlosti 64 kbit/s, takže výsledná rychlost není 4×2048 = 8192, ale 4×2048 + 4×64 = 8448 kbit/s.
Velkou nevýhodou PDH je její nepružnost a obtížné vydělování kanálů nebo toků nižších řádů z vysokokapacitních toků vyšších řádů. Pokud je například potřeba získat přístup k individuálnímu okruhu 2Mbit/s v systému 5. řádu 565 Mbit/s, je nutné tento 5. řád demultiplexovat sadou demultiplexorů přes celou přenosovou hierarchii.